# العلاقات السورية الموريتانية
العلاقات السورية الموريتانية هي العلاقات الثنائية التي تجمع بين سوريا وموريتانيا.

## مقارنة بين البلدين
هذه مقارنة عامة ومرجعية للدولتين:
| وجه المقارنة                                              | سوريا                    | موريتانيا                     |
| --------------------------------------------------------- | ------------------------ | ----------------------------- |
| المساحة (كم2)                                             | 185.18 ألف               | 1.03 مليون                    |
| عدد السكان (نسمة)                                         | 18.27 مليون              | 4.42 مليون                    |
| الكثافة السكانية (ن./كم²)                                 | 98.66                    | 4.29                          |
| العاصمة                                                   | دمشق                     | نواكشوط                       |
| اللغة الرسمية                                             | اللغة العربية            | اللغة العربية، اللغة الفرنسية |
| العملة                                                    | ليرة سورية               | أوقية موريتانية، أوقية ‏       |
| الناتج المحلي الإجمالي (بليون دولار)                      | 60.20 مليار              | 5.02 مليار                    |
| الناتج المحلي الإجمالي (تعادل القوة الشرائية) بليون دولار |                          |                               |
| الناتج المحلي الإجمالي الاسمي للفرد دولار أمريكي          |                          |                               |
| الناتج المحلي الإجمالي للفرد دولار أمريكي                 |                          | 3.91 ألف                      |
| مؤشر التنمية البشرية                                      | 0.594                    | 0.506                         |
| رمز المكالمات الدولي                                      | +963                     | +222                          |
| رمز الإنترنت                                              | .sy                      | .mr                           |
| المنطقة الزمنية                                           | ت ع م+02:00، ت ع م+03:00 | 00                            |

## منظمات دولية مشتركة
يشترك البلدان في عضوية مجموعة من المنظمات الدولية، منها:
| علم المنظمة | اسم المنظمة                                 | تاريخ انضمام سوريا | تاريخ انضمام موريتانيا |
| ----------- | ------------------------------------------- | ------------------ | ---------------------- |
|             | وكالة ضمان الاستثمار متعدد الأطراف          | 14 مايو 2002       | 8 سبتمبر 1992          |
|             | الأمم المتحدة                               | 24 أكتوبر 1945     | 27 أكتوبر 1961         |
|             | جامعة الدول العربية                         | 22 مارس 1945       | 26 نوفمبر 1973         |
|             | صندوق النقد العربي                          | ?                  | ?                      |
|             | منظمة التعاون الإسلامي                      | 1972               | ?                      |
|             | منظمة حظر الأسلحة الكيميائية                | ?                  | ?                      |
|             | منظمة الشرطة الجنائية الدولية               | ?                  | ?                      |
|             | الصندوق العربي للإنماء الاقتصادي والاجتماعي | ?                  | ?                      |
|             | مؤسسة التنمية الدولية                       | 28 يونيو 1962      | 10 سبتمبر 1963         |
|             | يونسكو                                      | 16 نوفمبر 1946     | 10 يناير 1962          |
|             | الاتحاد البريدي العالمي                     | ?                  | ?                      |
|             | البنك الدولي للإنشاء والتعمير               | 10 أبريل 1947      | 10 سبتمبر 1963         |
|             | المصرف العربي للتنمية الاقتصادية في أفريقيا | ?                  | ?                      |
|             | الاتحاد الدولي للاتصالات                    | 12 يناير 1924      | 18 أبريل 1962          |
|             | مؤسسة التمويل الدولية                       | 28 يونيو 1962      | 29 ديسمبر 1967         |
|             | المركز الدولي لتسوية المنازعات الاستشارية   | 24 فبراير 2006     | 14 أكتوبر 1966         |